# کوریدو
کوریدو (به ایتالیایی: Corrido) یک منطقهٔ مسکونی در ایتالیا است که در استان کومو واقع شده‌است.

## خصوصیات
کوریدو ۶٫۳ کیلومترمربع مساحت و ۷۶۲ نفر جمعیت دارد.